# Max Schlosser
Max Schlosser, född 5 februari 1854 i München, död där 7 oktober 1932, var en tysk paleontolog.
Schlosser blev filosofie doktor i München 1882, var 1884 amanuens hos Othniel Charles Marsh i New Haven, Connecticut och 1908-24 "Hauptkonservator" och professor vid den stora bayerska statssamlingen för paleontologi och historisk geologi i München. Särskilt värdefulla är hans många arbeten rörande fossila däggdjur; han främjade i väsentlig grad även kunskapen om de bayerska, Tyroler- och Kärntneralpernas geologi.